# Fagnano Olona

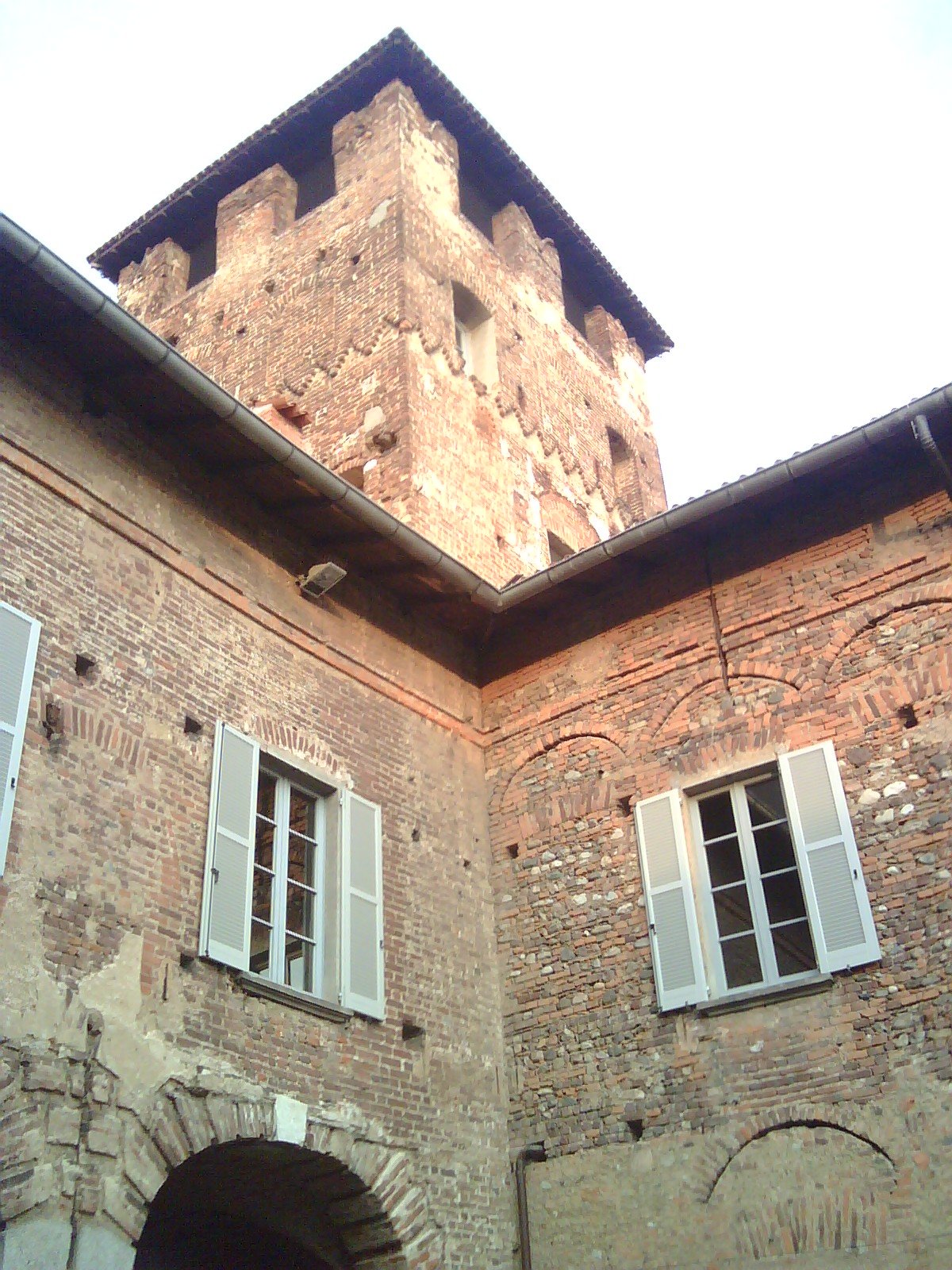
Kasteel van Fagnano

Fagnano Olona is een gemeente in de Italiaanse provincie Varese (regio Lombardije) en telt 10.739 inwoners (31-12-2004). De oppervlakte bedraagt 8,7 km2, de bevolkingsdichtheid is 1302 inwoners per km2.

## Demografie
Fagnano Olona telt ongeveer 4090 huishoudens. Het aantal inwoners steeg in de periode 1991-2001 met 0,4% volgens cijfers uit de tienjaarlijkse volkstellingen van ISTAT.
| Jaar | Inwoneraantal |
| ---- | ------------- |
| 1991 | 10.372        |
| 2001 | 10.418        |

## Geografie
De gemeente ligt op ongeveer 265 m boven zeeniveau.
Fagnano Olona grenst aan de volgende gemeenten: Busto Arsizio, Cairate, Cassano Magnago, Gorla Maggiore, Locate Varesino (CO), Olgiate Olona, Solbiate Olona.